# الناحية المركزية (مقاطعة أراك)
الناحية المركزية لمقاطعة أراك (بالفارسية: بخش مرکزی شهرستان اراک) هي ناحية (بخش) في مقاطعة أراك التابعة لمحافظة مركزي في إيران. في تعداد عام 2006م كان عدد سكانها (بما في ذلك تلك الأجزاء التي انقسمت لاحقًا لتشكيل مقاطعة فارهان) 543,859 في 150,880 أسرة؛ باستثناء تلك الأجزاء، كان عدد السكان 535.449 نسمة في 148.646 أسرة. تحتوي على خمس مدن: أراك وداود أباد وسنجان وكارتشان وكرهود. وفي الناحية ثمانية مناطق ريفية: قسم أمان أباد الريفي وقسم أميرية الريفي وقسم داوود أباد الريفي وقسم مشهد ميقان الريفي وقسم معصومية الريفي وقسم مشك أباد الريفي وقسم سدة الريفي وقسم شمس أباد الريفي.